# アルペッテ
アルペッテ（伊: Alpette）は、イタリア共和国ピエモンテ州トリノ県にある、人口約300人の基礎自治体（コムーネ）。

## 地理

### 位置・広がり

#### 隣接コムーネ
隣接するコムーネは以下の通り。
- カニスキオ
- クオルニェ
- ポント＝カナヴェーゼ
- スパローネ